# Cattle Creek
Cattle Creek es un lugar designado por el censo ubicado en el condado de Garfield en el estado estadounidense de Colorado. En el Censo de 2010 tenía una población de 641 habitantes y una densidad poblacional de 191,11 personas por km².

## Geografía
Cattle Creek se encuentra ubicado en las coordenadas 39°28′00″N 107°15′36″O / 39.46667, -107.26000. Según la Oficina del Censo de los Estados Unidos, Cattle Creek tiene una superficie total de 3.35 km², de la cual 3.35 km² corresponden a tierra firme y (0%) 0 km² es agua.

## Demografía
Según el censo de 2010, había 641 personas residiendo en Cattle Creek. La densidad de población era de 191,11 hab./km². De los 641 habitantes, Cattle Creek estaba compuesto por el 52.57% blancos, el 0.16% eran afroamericanos, el 0.31% eran amerindios, el 1.56% eran asiáticos, el 0% eran isleños del Pacífico, el 39.47% eran de otras razas y el 5.93% pertenecían a dos o más razas. Del total de la población el 65.37% eran hispanos o latinos de cualquier raza.